# Olympisch Stadion (Guangzhou)
Het Guangdong Olympisch Stadion is een multifunctioneel stadion in Guangzhou, een stad in China. Het stadion wordt vooral gebruikt voor voetbal- en atletiekwedstrijden. In het stadion is plaats voor 80.012 toeschouwers. 

## Historie
Het stadion werd gebouwd tussen 1998 en 2001 en geopend op 30 september 2001. In 2009 waren in dit stadion de Aziatische kampioenschappen atletiek. In 2010 werd van dit stadion gebruik gemaakt voor de Aziatische Spelen 2010, dat toernooi was van 7 tot en met 27 november in Guangzhou. Dit toernooi werd gevolgd door de Paralympische Spelen voor Aziatische landen dat van 12 tot en met 19 december werd georganiseerd.